# Петронас
Петронас (PETRONAS: Petroliam Nasional Berhad) е създадена на 17 август 1974 г. като национална петролна компания на Малайзия, притежаваща и контролираща изцяло петролните ресурси на страната. С течение на времето, от обикновен управител и регулатор на Малайзийския добив на нефт и газ, „Петронас“ израства до напълно интегрирана петролна и газова корпорация, фигурираща сред 500-те най-големи компании в света в класацията на икономическото списание FORTUNE (FORTUNE Global 500®).
2008 година е ключова в развитието на компанията. Именно тогава компанията стъпва на европейския пазар чрез покупката на FL Selenia – бившето подразделение за смазочни продукти на FIAT, функциониращо автономно от 1976 г. При присъединяването си към „Петронас“, FL Selenia е независима компания с близо вековен опит в производството и дистрибуцията на смазочни материали. След финализиране на сделката всички смазочни бизнеси на „Петронас“ и FL Selenia се обединяват в новооснованата компания PETRONAS Lubricants International или PLI. Първият изпълнителен директор на PLI е бившият изпълнителен директор на FL Selenia Алдино Белацини. Още с раждането си PLI се нарежда в топ 20 на световните производители на смазочни продукти с продажбата на 650 милиона литра годишно.
През 2009 година „Петронас“ оповестява 5-годишния си договор с водещия производител на автомобили Мерцедес (Mercedes) и партньорството на двете компании във Формула 1. Освен че новите продукти на „Петронас“, и по-специално линията Syntium, вече се изпитват в суровите условия на Формула 1, тимът на Mercedes GP се преименува на ‘Mercedes GP PETRONAS Formula One’. От 2012 г. тимът с пилоти Михаел Шумахер и Нико Росберг вече се нарича ‘Mercedes AMG Petronas Formula One Team’. През 2013 г. Михаел Шумахер приключва кариерата си във Формула 1 и на негово място в отбора на Петронас влиза Люис Хамилтън.
През 2010 г. „Петронас“ завършва успешно трансформацията си от национална петролна компания в напълно интегрирана мултинационална петролна и газова корпорация.
Към 2012 г. групировката „Петронас“ е 12-ата най-печеливша корпорация в света с печалби от над 21 милиарда щатски долара и обороти от 97 милиарда щатски долара годишно. Активите на корпорацията надхвърлят 157 милиарда щатски долара. Петронас добива природен газ, нефт и произвежда техни продукти – базови масла, моторни масла, трансмисионни масла, индустриални масла и суровини за производство на пластмаси. Притежава химически заводи и корабна компания.
Компанията добива световна известност и с един от най-колосалните строителни проекти в света – Кулите на Петронас в столицата Куала Лампур. В кулите е и седалището на корпорацията „Петронас“. Неин президент от 2010 г. е Shamsul Azhar Abbas. В корпорацията работят около 28 000 души.

## Адрес
Petroliam Nasional Berhad (PETRONAS)
Tower 1, PETRONAS Twin Towers
Kuala Lumpur City Centre
50088 Kuala Lumpur
Malaysia